# Camptomyia piptopori
Camptomyia piptopori är en tvåvingeart som beskrevs av Panelius 1965. Camptomyia piptopori ingår i släktet Camptomyia och familjen gallmyggor.
Artens utbredningsområde är Finland. Arten har ej påträffats i Sverige. Inga underarter finns listade i Catalogue of Life.